# فتوسیستم

واکنش‌های وابسته به نور در غشای تیلاکوئید

فتوسیستم یا سامانه نوری (Photosystem) مجموعه‌ای از مولکول‌های آلی کوچک و پروتئین‌ها است که در غشای تیلاکوئید گیاهان، جلبک‌ها و سیانوباکتری‌ها سازماندهی یافته‌ و حاوی مقادیر زیادی از مولکول‌های کلروفیل می‌باشد. فتوسیستم تبدیل کننده انرژی نوری به انرژی شیمیایی است. انرژی شیمیایی تولید شده به وسیله فتوسیستم و ساختارهای همراه، در چرخه کالوین به شکل ATP و NADPH مورد استفاده قرار می‌گیرد.

## انواع و کمپلکس‌های مرکز واکنش
فتوسیستم‌ دارای دو نوع: (II) و (I) است. نامگذاری این دو فتوسیستم به علت ترتیب کشف آنها بوده‌ و ربطی به ترتیب عملکرد آن‌ها ندارد به طوری که ابتدا فتوسیستم (II) سپس فتوسیستم (I) وارد عمل می‌شود. هر دو نوع فتوسیستم در مرکز خود دارای کمپلکس مرکز واکنش هستند. در کمپلکس‌های مرکز واکنش دو کلروفیل a وجود دارند. کلروفیل‌های a در فتوسیستم (I) به نام p700 شناخته می‌شوند چون این کلروفیل‌ها، بیشتر نوری که دارای طول موج 700nm است جذب می‌کنند. همچنین کلروفیل‌های a در فتوسیستم (II) به نام p680 هستند چون این کلروفیل‌ها عموماً نوری که دارای طول موج 680nm است جذب می‌کنند.

### اثر فعالیت
در این دو فتوسیستم با استفاده از انرژی فوتون‌ها (که از طریق کلروفیل‌ها و به شکل زنجیره ای به کمپلکس مرکز واکنش می‌رسند) و الکترون‌هایی که از مولکول‌های آب گرفته می‌شود:
1. زنجیره واکنش بین فتوسیستم (II) و فتوسیستم (I) و از طریق کمپلکس سیتوکروم، ATP تولید می‌کند.
2. در زنجیره واکنش بعد از فتوسیستم (I) به وسیله پروتئین فردوکسین، NADPH تولید می‌شود.

NADPH و ATP تولید شده در چرخه کالوین به+NADP و ADP تبدیل می‌شوند و دوباره به تیلاکویید بازگردانده شده و مجدداً به حالت پر انرژی و قابل استفاده بر می‌گردند.

### عملکرد هماهنگ فتوسیستم‌ها
فتوسیستم (II) با شکسته شدن مولکول آب (در فضای داخلی تیلاکویید) دو الکترون دریافت می‌کند که در جایگاه دو کلروفیل a در کمپلکس مرکز واکنش قرار می‌گیرند. سپس کلروفیل‌های اطراف کمپلکس با جذب فوتون‌ها برانگیخته شده و پس از بازگشت به حالت پایه کلروفیل مجاور خود را برانگیخته می‌کنند. این واکنش زنجیره ای تا رسیدن به کلروفیل‌های a ادامه پیدا می‌کند.
وقتی کلروفیل‌های a برانگیخته می‌شوند الکترون‌هایی که از مولکول‌های آب گرفته بودند از فتوسیستم خارج می‌کنند. این الکترون‌ها در تولید ATP مورد استفاده قرار می‌گیرند تا زمانی که به فتوسیستم (I) برسند. در فتوسیستم (I) مجدداً از انرژی فوتون‌ها برای انتقال الکترون‌هایی که از فتوسیستم (II) رسیده‌اند استفاده می‌شود تا به خارج از فتوسیستم هدایت شوند و در تولید NADPH مورد استفاده قرار گیرند.